# Live in London (album des Beach Boys)
Pour les articles homonymes, voir Live in London.
Albums de The Beach Boys
20/20
(1969) Sunflower
(1970)
Live in London est un album live des Beach Boys.

## Titres
Toutes les chansons sont composées par Brian Wilson et Mike Love sauf indications contraires
| No  | Titre                                                     | Durée |
| --- | --------------------------------------------------------- | ----- |
| 1.  | Darlin'                                                   | 2:41  |
| 2.  | Wouldn't It Be Nice (Brian Wilson, Tony Asher, Mike Love) | 1:53  |
| 3.  | Sloop John B (Trad./Arr. Brian Wilson)                    | 2:30  |
| 4.  | California Girls                                          | 2:19  |
| 5.  | Do It Again                                               | 2:47  |
| 6.  | Wake the World (Brian Wilson, Al Jardine)                 | 2:26  |
| 7.  | Aren't You Glad                                           | 3:09  |
| 8.  | Bluebirds Over the Mountain (Ersel Hickey)                | 2:53  |
| 9.  | Their Hearts Were Full of Spring (Bobby Troup)            | 2:49  |
| 10. | Good Vibrations                                           | 4:36  |
| 11. | God Only Knows (Brian Wilson, Tony Asher)                 | 3:27  |
| 12. | Barbara Ann (Fred Fassert)                                | 2:32  |

En 1990, les enregistrements ont été remasterisés. Live in London et Beach Boys Concert sont sortis sur un seul CD agrémenté de titres bonus.